# Lincoln-Bibel

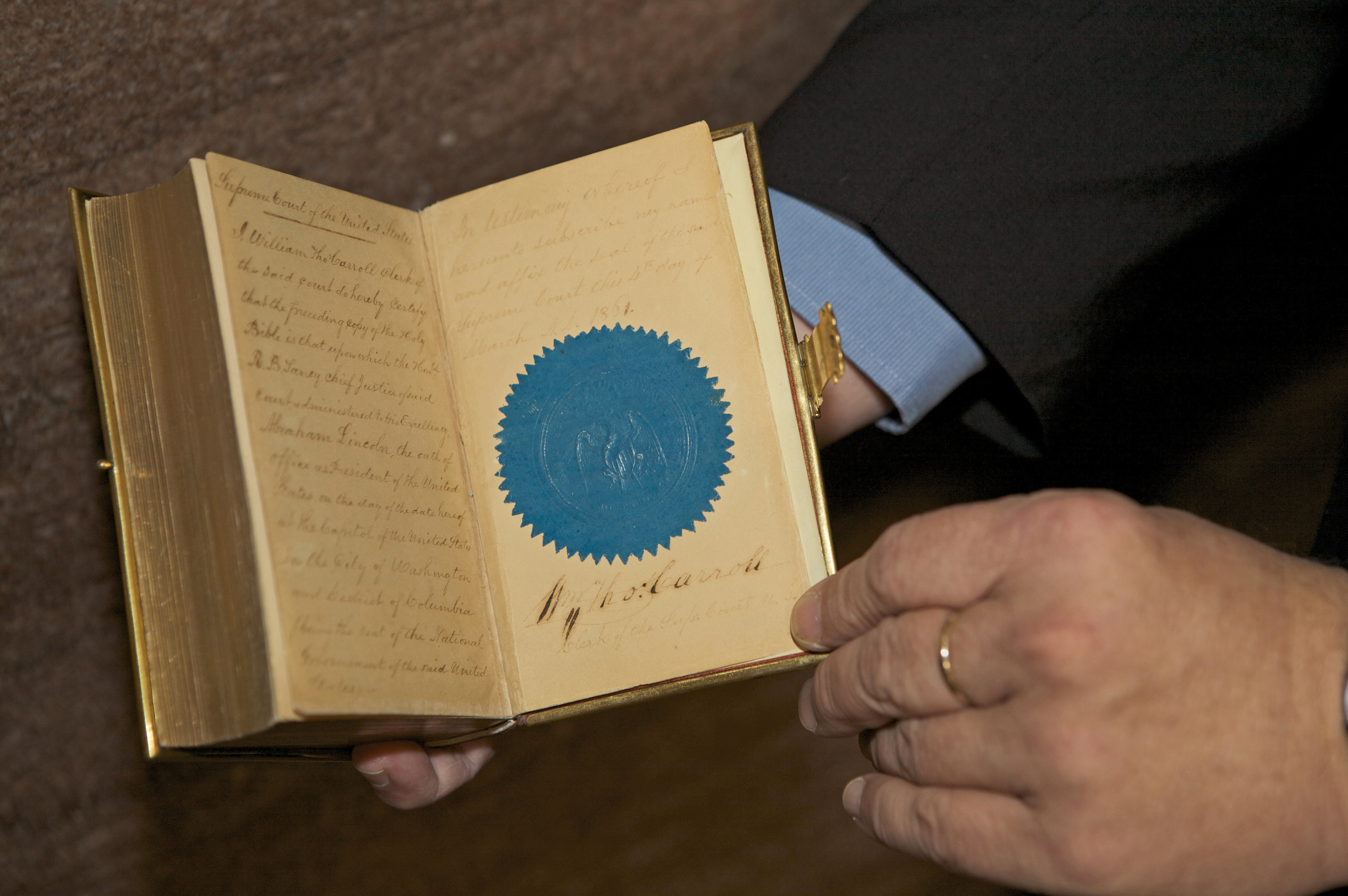
Lincoln-Bibel

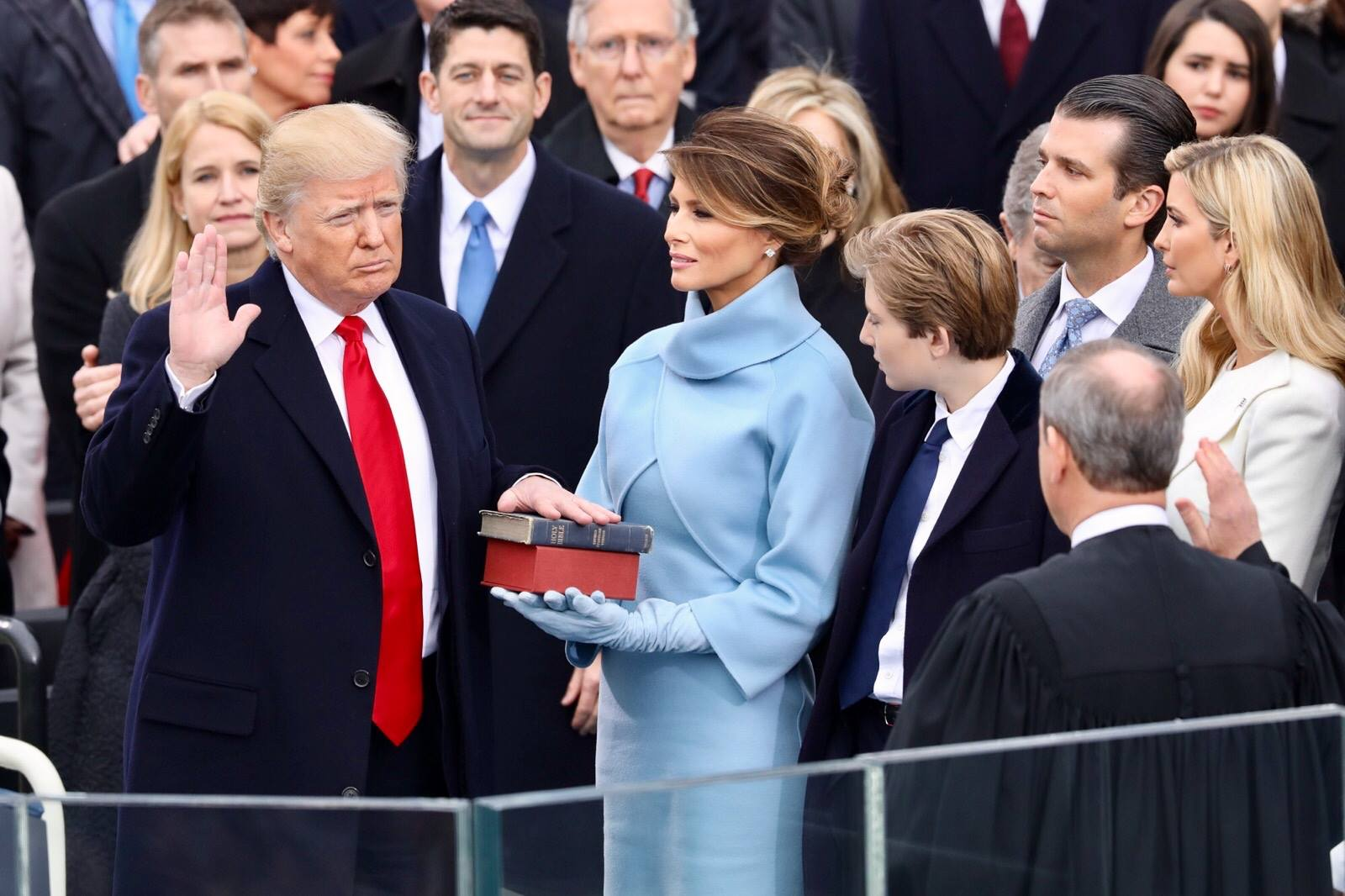
Donald Trump legt den Amtseid auf zwei Bibeln ab: unten, rot, die „Lincoln-Bibel“, oben, blau, die Bibel seiner Kindheit. Gattin Melania hält beide.

Lincoln-Bibel wird das Exemplar der Bibel genannt, auf die der US-Präsident Abraham Lincoln 1861 seinen Eid während seiner Amtseinführung schwor. Sie wird in der Kongressbibliothek in Washington aufbewahrt.
Der 44. US-Präsident Barack Obama schwor am 20. Januar 2009 auf die Lincoln-Bibel den Amtseid. Er war damit der erste Präsident nach Lincoln, der das tat. Allerdings unterlief dem Obersten Richter John Roberts bei der Eidabnahme ein Versprecher, so dass Obama den Eid mit verdrehter Wortstellung sprach und diesen sicherheitshalber am 22. Januar 2009 erneut ablegte, diesmal allerdings ohne die historische Bibelausgabe.
Beim öffentlichen Eid zum Antritt seiner zweiten Amtszeit am 21. Januar 2013 schwor Barack Obama erneut auf die Lincoln-Bibel sowie auf die Bibel von Martin Luther King. Auch Donald Trump schwor bei seiner Amtseinführung am 20. Januar 2017 auf die Lincoln-Bibel, zusätzlich auf die Bibel aus seiner Kindheit.